# Boroec
Boroec (macedónul: Бороец) település Észak-Macedóniában, a Délnyugati körzetben, Sztruga községben.

## Népesség
| Lakosok száma | 676  | 698  | 721  | 779  | 804  | 923  | 970  | 629  | 565  |
|               | 1948 | 1953 | 1961 | 1971 | 1981 | 1991 | 1994 | 2002 | 2021 |

2002-ben 629 lakosa volt, akik közül 193 macedón, 175 török, 74 albán és 187 más nemzetiségű.